# Vera Zorina
Vera Zorina, de son vrai nom Eva Brigitte Hartwig, née à Berlin le 2 janvier 1917 et morte à Santa Fe (Nouveau-Mexique) le 9 avril 2003 , est une danseuse d'origine allemande et actrice dans des comédies musicales américaines.

## Biographie
Zorina est née à Berlin, en Allemagne. Son père Fritz Hartwig est allemand  et sa mère Abigail Johanne Wimpelmann (Billie Hartwig) norvégienne. Tous deux sont des chanteurs professionnels. La jeune Eva grandit dans une petite ville côtière entre Trondheim et Bergen, appelée Kristiansund. Elle débute comme danseuse aux Festiviteten, le plus ancien opéra de Norvège. Elle suit des études au Lyceum for Girls de Berlin et est formée en danse par Olga Preobrajenska et Nicolas Legat.
À 12 ans, elle est présentée à Max Reinhardt, qui la fait jouer dans A Midsummer Night's Dream, en  1929 et dans Tales of Hoffman en 1931. Une représentation au Gaiety Theatre de Londres lui vaut une invitation à se joindre comme soliste aux Ballets russes de Monte-Carlo en 1933, date à laquelle elle adopte le nom de scène de Vera Zorina. La compagnie ne veut en effet que des patronymes russes et lui propose de choisir son nom de scène parmi une liste de 20 propositions. Elle choisit le nom de famille le plus facile à prononcer pour elle. Quelques années plus tard, elle obtient  le rôle principal de On Your Toes à Londres en 1937. Samuel Goldwyn, qui la voit sur scène, lui propose un contrat de sept ans. Elle apparaît ainsi dans sept films hollywoodiens entre 1938 et 1946.
En 1938, elle épouse George Balanchine qui chorégraphie par la suite la plupart de ses rôles au cinéma et à Broadway. Elle est sa troisième épouse. Son parcours réussi au cinéma la dissuade de revenir à la danse « sérieuse ». Elle contribue par contre, avec Balanchine, à introduire le ballet dans les comédies musicales et à créer un intérêt pour cet art au sein du public américain. Ils divorcent en 1946.
Dans les années 1960 et 1970, elle se consacre à des mises en scène d’opéras. Elle meurt en 2003.

## Filmographie
- 1930 : Seine Freundin Annette : Jaqueline, sœur de Damartins
- 1938 : The Goldwyn Follies : Olga Samara
- 1939 : Sur les pointes (On Your Toes) : Vera Barnova
- 1940 : Tanya l'aventurière (I Was an Adventuress) de 	Gregory Ratoff : Comtesse Tanya Vronsky
- 1941 : Louisiana Purchase : Marina Von Minden
- 1944 : Hollywood Parade (Follow the boys) de A. Edward Sutherland : Gloria Vance
- 1946 : Le Retour à l'amour (Lover Come Back) de William A. Seiter : Madeline Laslo